# Marathon (film 1988)
Marathon (Run for Your Life) è un film del 1988 diretto da Terence Young.
Ambientato a Roma, è l'ultimo film diretto da Terence Young.

## Trama
Roma. Il maggiore Charles Forsythe è un militare statunitense di stanza in Italia, il quale risiede a Roma con la moglie Sarah. Forsythe è un veterano della guerra del Vietnam, nel corso della quale è stato più volte decorato, è un brillante sportivo, vincitore per la seconda volta consecutiva della Maratona di Roma, ma ha un carattere violento e un comportamento spesso brutale verso i militari di grado inferiore e verso la propria moglie. Il rigore di Forsythe verso i suoi sottoposti non è apprezzato dai suoi superiori i quali gli negano la promozione alla quale egli aspira. Forsythe ritiene tuttavia responsabile della mancata promozione la moglie Sarah, la quale è anche incinta. In un impeto d'ira la picchia selvaggiamente, facendola abortire.
Uscita dall'ospedale Sarah, che in gioventù era stata una promettente fondista, decide di riprendere l'attività sportiva. Durante gli allenamenti conosce Alan Morani, un ex mezzofondista statunitense ora paraplegico a causa di un incidente automobilistico. Più tardi Morani accoglie la donna, fuggita da casa per sottrarsi alle nuove violenze del marito, e si offre di allenarla per la maratona: con una sua vittoria Sarah si vendicherebbe del marito. Allenata da Morani, Sarah vince la gara. Il marito, umiliato, scarica la propria ira con atti vandalici, danneggiando con un'accetta i mobili della propria abitazione; in seguito si perdono le sue tracce. Viene incaricato delle indagini un ufficiale dei carabinieri, il maggiore Salviati. Sarah è sospettata di aver ucciso il marito e averne occultato il corpo.